# Burgstall Linsen
Die Burg Linsen ist eine abgegangene Höhenburg auf 780 m ü. NN im Allgäu. Sie liegt auf einem kleinen Hügel in der gleichnamigen Ortschaft der Gemeinde Waltenhofen im Landkreis Oberallgäu in Bayern.

## Geschichte
Die Burg Linsen gehörte zur Grafschaft Königsegg-Rothenfels in Grenzlage zum Gebiet des Fürststift Kempten.
Als erste Erwähnung findet sich 1319 ein Konrad von Rothenstein, genannt der Obere (aus einer Nebenlinie von Grönenbach).
Aus dem Jahr 1362 existiert ein Siegel des Ritters Heinrich von Linsen (zwei Streitkolben).
1381 kaufte Walther von Laubenberg von der Clara von Langenegg der Wittwe des Benzen die Burg und den Bauhof zum Linsen und die Tafern zu Niedersonthofen. Auf etwa diese Zeit wird das nahegelegene Kirchlein datiert.
Im Jahre 1439 stiften Rudolf und Heinrich von Montfort ein Benefizium nach Linsen.

## Beschreibung
Der Burgstall liegt auf einem kleinen, steilen, teilweise abgegangenen Burghügel mit Blick über den Niedersonthofener See im Osten und das Illertal nach Süden.
Der kleine Linsener Bach fällt direkt an der Westseite angrenzend etwa 14 Meter in die Tiefe.
Auf dem Hügel befinden sich heute eine Gedenktafel und geringe Reste von Grundmauern.
Nahe der Burg befindet sich die zugehörige Kirche (heute eine Kapelle). Zur Burg gehörte ausweislich einer Gedenktafel außerdem auch Wipszell, heute Zellen, mit eigener Pfarrkirche an der Nordseite des Niedersonthofener Sees.

Burgstall Linsen (vor 1895), ein Teil des Burghügels im Westen ist heute abgegangen
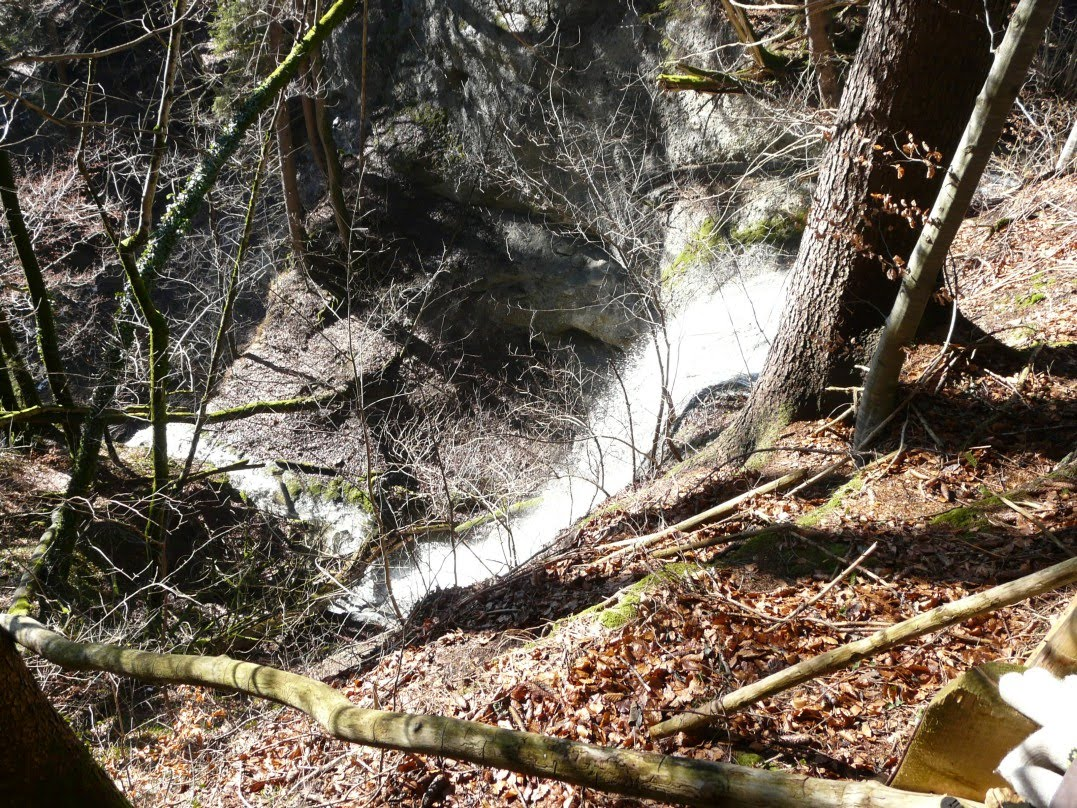
Wasserfall des Linsenbachs direkt am Burgberg
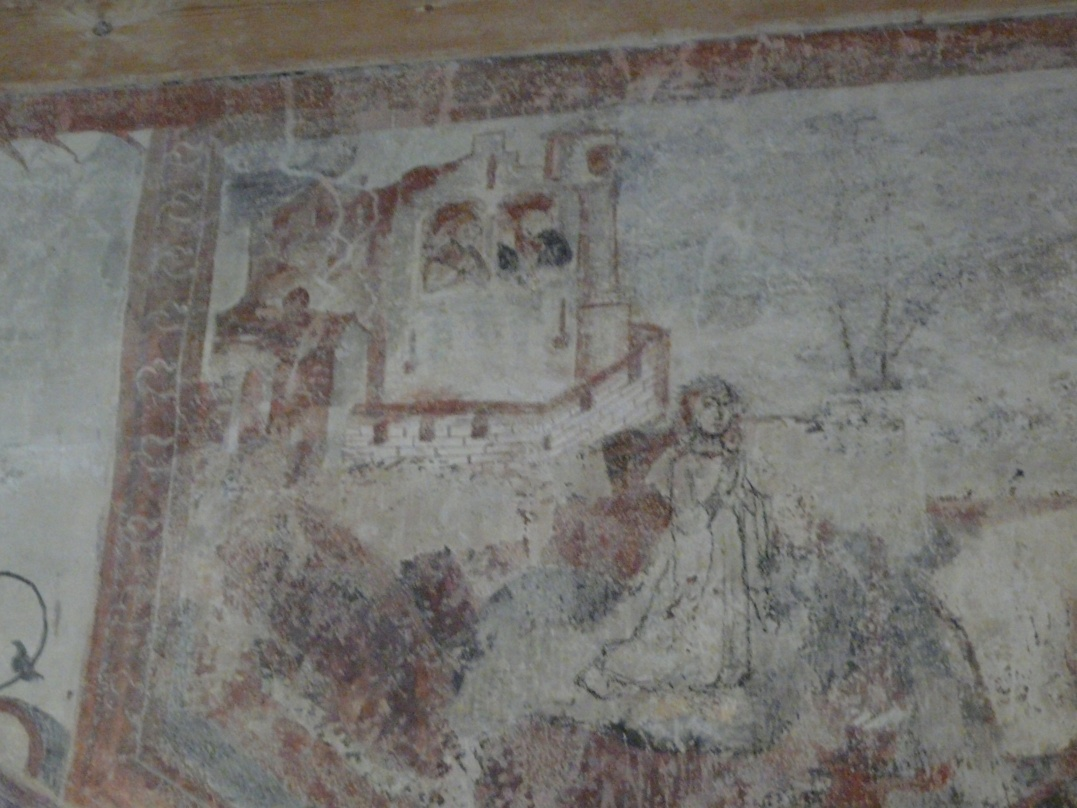
Darstellung einer Burg im gotischen Fresko der zugehörigen, gleichzeitigen Kirche. Es ist nicht gesichert ob die Burg Linsen abgebildet ist.
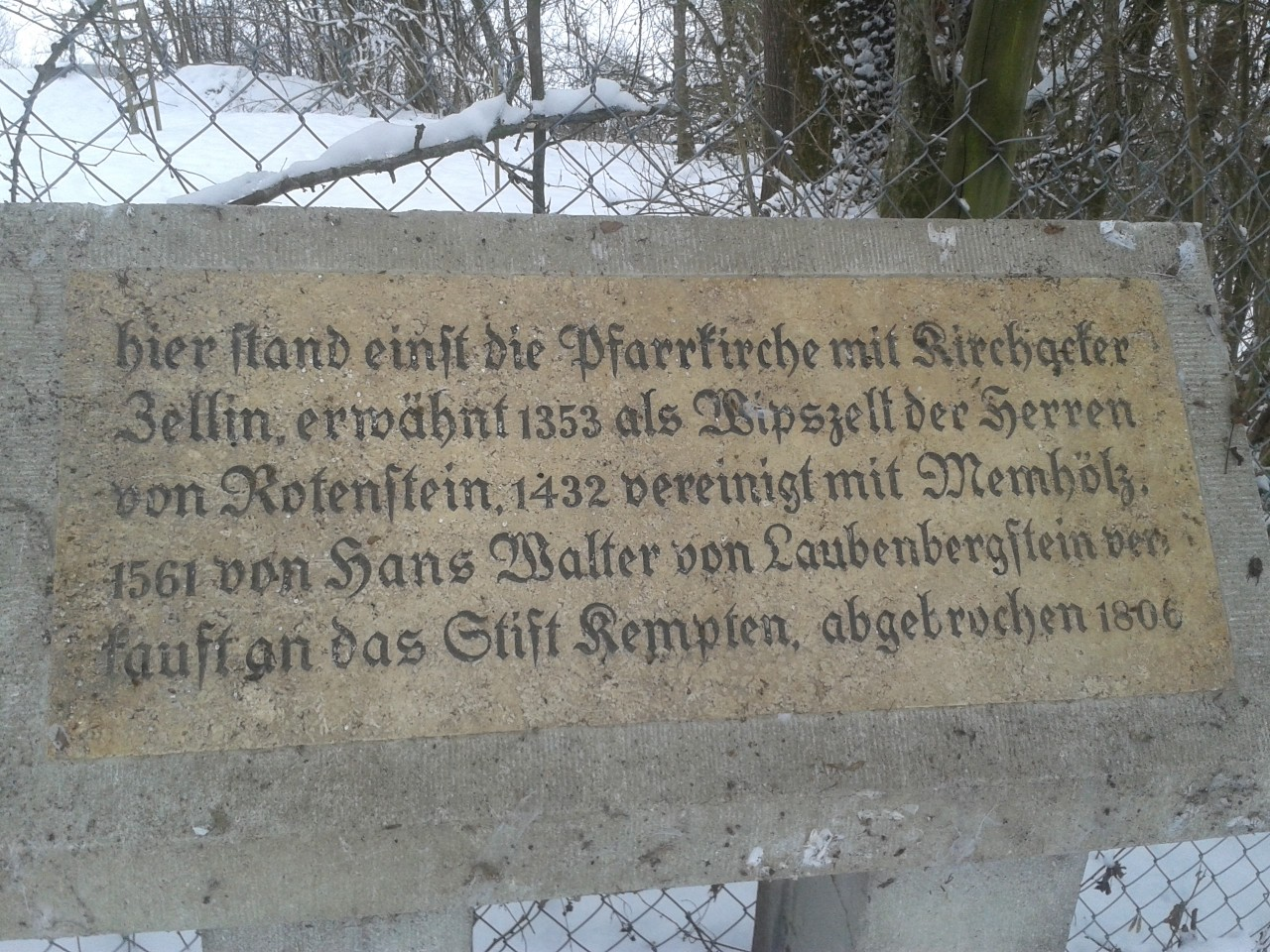
Tafel des zugehörigen Orts Wipszell, heute Zellen mit Kirche an der Nordseite des Niedersonthofener Sees